# The Mighty B!
The Mighty B! är en amerikansk TV-serie från Nickelodeon. The Mighty B! började sändas den 26 april 2008.